# Аббуд, Лайал
Лайал Аббуд (араб. ليال عبود‎) — ливанская поп-исполнительница, актриса, танцовщица и мусульманский филантроп. Получила в 2017 году культурную премию за художественное творчество от Ливанского министерства культуры. Поёт на разных арабских диалектах, Аббуд является членом Синдиката профессиональных художников в Ливане.
Родилась 15 мая 1982 в селе Каниш, района Тир провинции Южный Ливан в шиитской мусульманской семье, её отца зовут Мунир а мать — Марьям. У неё три брата и шесть сестёр. После получения степени магистра в области английской литературы и перевода, начала музыкальную карьеру. Она впервые появилась в сериале «Студия Эль-вентилятор» в 2001 году.